# Чемпіонат світу з біатлону 1999
35-ий чемпіонат світу з біатлону проходив 1999 року в Контіолагті, Фінляндія. Через мороз, індивідуальну гонку та мас-старт було перенесено до  Осло, Норвегія. Гонка з масовим стартом проводилася на чемпіонаті світу вперше.

## Чоловіки

### Індивідуальна гонка 20 км
| Медаль | Біатлоніст    | Країна    | Штраф | Результат |
| ------ | ------------- | --------- | ----- | --------- |
| Золото | Свен Фішер    | Німеччина |       |           |
| Срібло | Рікко Грос    | Німеччина |       |           |
| Бронза | Вадим Сашурін | Білорусь  |       |           |

### Спринт 10 км
| Медаль | Біатлоніст     | Країна    | Штраф | Результат |
| ------ | -------------- | --------- | ----- | --------- |
| Золото | Франк Люк      | Німеччина |       |           |
| Срібло | Патрік Фавр    | Італія    |       |           |
| Бронза | Фруде Андресен | Норвегія  |       |           |

### Переслідування 12,5 км
| Медаль | Біатлоніст | Країна    | Штраф | Результат |
| ------ | ---------- | --------- | ----- | --------- |
| Золото | Рікко Грос | Німеччина |       |           |
| Срібло | Франк Люк  | Німеччина |       |           |
| Бронза | Свен Фішер | Німеччина |       |           |

### Мас-старт 15 км
| Медаль | Біатлоніст           | Країна    | Штраф | Результат |
| ------ | -------------------- | --------- | ----- | --------- |
| Золото | Свен Фішер           | Німеччина |       |           |
| Срібло | Володимир Драчов     | Росія     |       |           |
| Бронза | Уле-Ейнар Б'єрндален | Норвегія  |       |           |

### Естафета 4 × 7.5 км
| Медаль | Біатлоніст                                                                   | Країна   | Штраф | Результат |
| ------ | ---------------------------------------------------------------------------- | -------- | ----- | --------- |
| Золото | Білорусь Олексій Айдаров Петро Івашко Вадим Сашурін Олег Риженков            | Білорусь |       |           |
| Срібло | Росія Віктор Майгуров Володимир Драчов Сергій Рожков Павло Ростовцев         | Росія    |       |           |
| Бронза | Норвегія Халвард Ханеволд Даг Б'єрндален Фруде Андресен Уле-Ейнар Б'єрндален | Норвегія |       |           |

## Жінки

### Індивідуальна гонка 15 км
| Медаль | Біатлоніст      | Країна  | Штраф | Результат |
| ------ | --------------- | ------- | ----- | --------- |
| Золото | Олена Зубрилова | Україна |       |           |
| Срібло | Корінн Ніогре   | Франція |       |           |
| Бронза | Альбіна Ахатова | Росія   |       |           |

### Спринт 7,5 км
| Медаль | Біатлоніст         | Країна    | Штраф | Результат |
| ------ | ------------------ | --------- | ----- | --------- |
| Золото | Мартіна Целльнер   | Німеччина |       |           |
| Срібло | Магдалена Форсберг | Швеція    |       |           |
| Бронза | Олена Зубрилова    | Україна   |       |           |

### Переслідування 10 км
| Медаль | Біатлоніст         | Країна     | Штраф | Результат |
| ------ | ------------------ | ---------- | ----- | --------- |
| Золото | Олена Зубрилова    | Україна    |       |           |
| Срібло | Мартіна Галінарова | Словаччина |       |           |
| Бронза | Мартіна Целльнер   | Німеччина  |       |           |

### Мас-старт 12,5 км
| Медаль | Біатлоніст         | Країна  | Штраф | Результат |
| ------ | ------------------ | ------- | ----- | --------- |
| Золото | Олена Зубрилова    | Україна |       |           |
| Срібло | Олена Петрова      | Україна |       |           |
| Бронза | Магдалена Форсберг | Швеція  |       |           |

### Естафета 4 × 7.5 км
| Медаль | Біатлоніст                                                                   | Країна    | Штраф | Результат |
| ------ | ---------------------------------------------------------------------------- | --------- | ----- | --------- |
| Золото | Німеччина Уші Дізль Сімоне Грейнер-Петтер-Мемм Катрін Апель Мартіна Целльнер | Німеччина |       |           |
| Срібло | Росія Надія Таланова Галина Куклева Ольга Ромасько Альбіна Ахатова           | Росія     |       |           |
| Бронза | Франція Дельфін Бюрле Флоранс Баверель-Робер Крістелль Гро Корінн Ніогре     | Франція   |       |           |

## Таблиця медалей
| Place | Країна     | Золото | Срібло | Бронза | Разом |
| ----- | ---------- | ------ | ------ | ------ | ----- |
| 1     | Німеччина  | 6      | 2      | 2      | 10    |
| 2     | Україна    | 3      | 1      | 1      | 5     |
| 3     | Білорусь   | 1      | 0      | 1      | 2     |
| 4     | Росія      | 0      | 3      | 1      | 4     |
| 5     | Франція    | 0      | 1      | 1      | 2     |
| 5     | Швеція     | 0      | 1      | 1      | 2     |
| 7     | Італія     | 0      | 1      | 0      | 1     |
| 7     | Словаччина | 0      | 1      | 0      | 1     |
| 9     | Норвегія   | 0      | 0      | 3      | 3     |